# Paul Eberhard
Paul Hans Eberhard (Bülach, 30 ottobre 1917 – Küsnacht, 4 settembre 1983) è stato un bobbista svizzero.

## Biografia
Ai V Giochi olimpici invernali (edizione disputatasi nel 1948 a Sankt Moritz, Svizzera) vinse la medaglia d'argento nel Bob a due con il connazionale Sky Carron partecipando per la nazionale Svizzera I, meglio di loro l'altra nazionale svizzera (medaglia d'oro).
Il tempo totalizzato fu di 5:30,4, con un distacco minimo dalla prima posizione:  5:29,2. I terzi classificati furono gli statunitensi.